# ヤマトグサ
ヤマトグサ（大和草、学名：Theligonum japonica Okubo et Makino）は、アカネ科ヤマトグサ属に分類される多年草。小柄な草本で、ややハコベに似ている。雄花は雄蘂が垂れ下がる独特の姿。

## 特徴
軟らかい小柄な多年生草本で、全体にはハコベに似た草である。地下茎は短く、ひげ根がある。茎は高さ15-30 cm、断面は丸く、短い毛がある。茎は下部でまばらに分枝する。葉は対生し、長さ1-3 cm、幅0.8-2 cmで、5-10 mmの葉柄があるが、葉柄は上部の葉では短い傾向がある。葉身は卵形から狭卵形で、まばらに毛があり、先端は短く尖るか丸く、縁はなめらか。托葉は膜質で三角形、長さは2-3 mmで、基部は多少くっつき合っている。
花期は4-5月。雌雄同株で、雄花と雌花がある。花は茎の上部にある葉状の苞に対生する。
雄花は節に1-2個生じる。ほとんど柄はなく、つぼみは短い筒状をしており、開花すると3枚の外花被片が上向きに巻くように反り返る。この外花被片は狭長楕円形で長さ8-10mm、緑色で、他に花弁などはない。この外花被片の基部から20-25本の雄蘂が出る。雄蘂の柄である花糸は細く、先端の葯は長さ4-5 mmで花糸より少し長い。つまりくるりと上に巻いた緑の弁の根元から、多数の雄蘂の房が垂れ下がる形である。風媒花であると考えられている。
雌花は緑色で非常に小さい。柄はなく、基部に1個の小苞がある。外花被片は筒状で子房を囲み、外面には粗い毛がある。この外花被片の先端が二裂（3-4裂とも）し、その間から、子房のやや側面から出て、突き出して曲がった柱頭が顔を出す。
受粉すると子房は外花被片と柱頭を横に押しのけるようにふくらむ。果実（痩果）は狭倒卵形で長さ3-3.5 mm。花が終わると下部の側枝が伸び出して新芽を形成する。

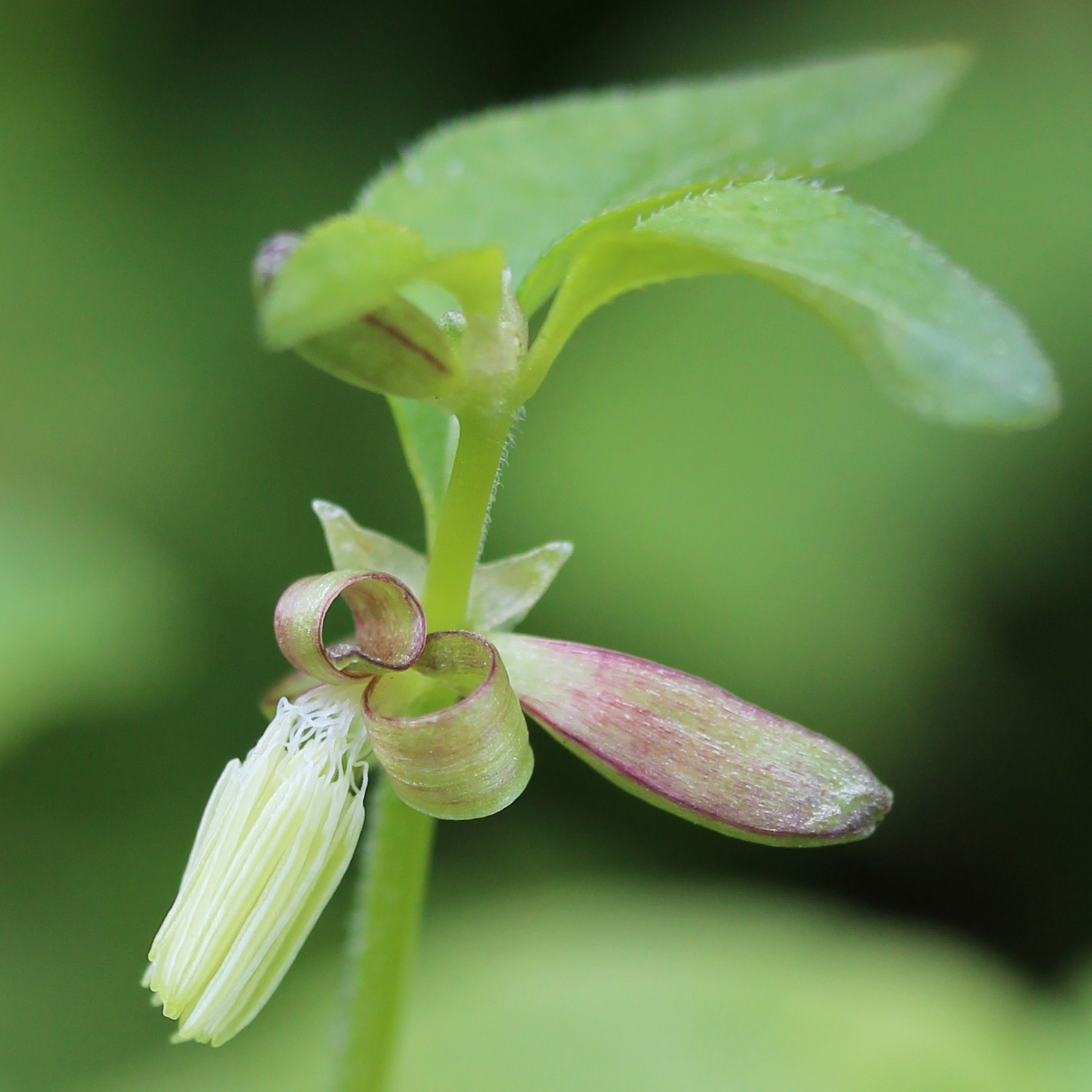
雄花の細部
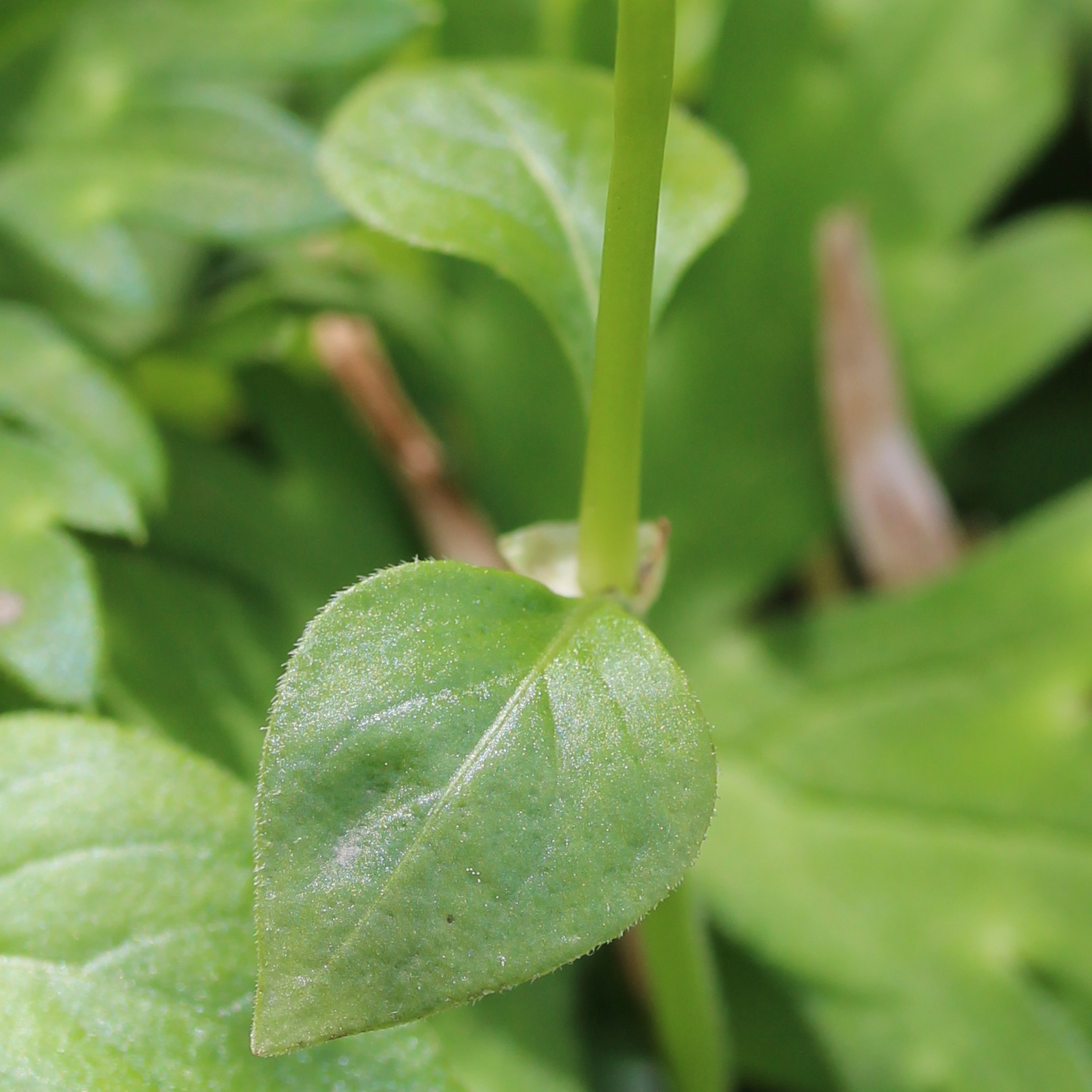
対生する葉

和名は牧野富太郎が「大和草は日本草の意味」と記していて、日本を代表する意が込められている。

## 分布と生育環境
日本固有種で、本州の関東以西から、四国、九州まで分布する。北限は秋田県、南限は九州で唯一の生息域である熊本県 。
山地の森林下に生育する。

## 分類
ヤマトグサ属には5種あるが、日本には本種のみが分布する。本属は単独でヤマトグサ科として扱ってきた経過があるが、その分類上の位置づけには議論が多かった。保育社の「原色図鑑」シリーズではこの科をヤマゴボウ科とヒユ科の間に置き、平凡社の「日本の野生植物」シリーズではこれをアリノトウグサ科とスギナモ科の間に置いていて、ほとんど正反対の位置にあることにも反映されている。

### 類似種など
本属（あるいは本科）の植物は日本ではこの種だけであり、花の形は他に似たものが無く、特に雄花の雄蘂が垂れ下がる姿は小さいなりに目立つので、それが確認できれば判別は容易である。花以外の特徴ではフタバムグラ属のハシカグサによく似ており、草の香りまで似ている、本種では托葉が半円形で、ハシカグサの櫛の歯状になっているのとはっきり異なる。

### 発見の経緯
1884年に牧野富太郎が本種を最初に高知県で発見した。しかしこのときの標本には花がなかったため彼はこれをハシカグサと同定していた。その後1886年に同じ場所でよい標本を得て、これを研究してその結果を大久保三郎との連名で1887年に「植物学雑誌」に記載論文を発表した。本種は日本固有種であり、しかも日本人の手によって記載され、それが日本の学術雑誌に発表された最初の植物である。和名はこれに基づく。1888年に伊藤篤太郎の記載したトガクシソウ（学名：Ranzania japonica (T.Itô ex Maxim.) T.Itô）が最初に日本人により学名が与えられたものであり、本種はその翌年の1889年に日本人として2番目にその学名が与えられた。

## 種の保全状況評価
日本では以下の多くの都道府県でレッドリストの指定を受けている。環境省によるレッドリストの指定は受けていない。秋田県、茨城県、千葉県、三重県、岡山県、徳島県と山口県では、絶滅危惧I類の指定を受けている。これらの地域では分布地そのものが少なく、森林伐採や林道工事の自然環境の破壊や園芸栽培のための採集などにより減少している。採集圧は問題になっていない。氷ノ山後山那岐山国定公園などで、自然公園法による指定植物の指定を受けている。
- 絶滅危惧IA類（CR）- 山口県、茨城県
- 絶滅危惧I類（CRまたはEN）- 岡山県[10]、徳島県
- 絶滅危惧IB類（EN）- 秋田県[8]、三重県、和歌山県
  - 重要保護生物（B） - 千葉県[注釈 2]
- 絶滅危惧II類（VU） - 山形県、山梨県、奈良県、熊本県[9]
- 準絶滅危惧（NT） - 岐阜県[16]
  - Cランク - 兵庫県[注釈 3]
- その他
  - 地域個体群 - 新潟県
  - 分布上重要種 - 滋賀県
  - 要注目 - 大阪府